# Колокольцева Берта Йосифівна
Колокольцева Берта Йосифівна (рос. Колокольцева Альбертина Иосифовна; нар. 29 жовтня 1937, Кемерово) — радянська ковзанярка, призер Олімпійських ігор.

## Спортивна кар'єра
В 1964 році Колокольцева стала чемпіонкою СССР на дистанції 1000 м і зайняла 3-тє місце на дистанції 1500 м, і таким чином потрапила в заявку на Зимові Олімпійські ігри 1964 на дистанції 1500 м. На єдиному в її житті міжнародному змаганні Колокольцева зуміла вибороти бронзову нагороду.